# Nevil Shute
Nevil Shute Norway (17 de enero de 1899 – 12 de enero de 1960) fue un novelista e ingeniero aeronáutico nacido en Inglaterra y nacionalizado australiano. En su carrera literaria, fue conocido como Nevil Shute, mientras que en el campo de la ingeniería utilizó su nombre completo para proteger su carrera de alguna potencial publicidad negativa en relación con sus novelas.

## Primeros años
Shute nació en Somerset Road, Ealing (que entonces pertenecía a Middlesex), en la casa descrita en su novela Trustee from the Toolroom. Estudió en la Dragon School, la Shrewsbury School y el Balliol College de Oxford, donde se graduó en 1922 con una licenciatura de tercera clase en Ciencias de la Ingeniería.
El padre de Shute, Arthur Hamilton Norway, fue jefe de Correos en Irlanda antes de la Primera Guerra Mundial y en 1916 estaba destinado en la Oficina General de Correos de Dublín cuando se produjo el Alzamiento de Pascua. Más tarde, el propio Shute fue elogiado por su papel como camillero durante el levantamiento.
Shute asistió a la Real Academia Militar de Woolwich y se formó como artillero. En la Primera Guerra Mundial no pudo aceptar un nombramiento en el Royal Flying Corps, en su opinión debido a su tartamudez. Sirvió como soldado en el Regimiento de Suffolk, alistándose en filas en agosto de 1918. Vigiló la isla de Grain, en el estuario del Támesis, y sirvió en grupos funerarios militares en Kent durante la pandemia de gripe de 1918.

## Carrera en la aviación
Ingeniero aeronáutico y piloto, Shute comenzó su carrera de ingeniería en la De Havilland Aircraft Company. Como autor, utilizó su seudónimo para proteger su carrera de ingeniero de cualquier posible publicidad negativa relacionada con sus novelas.
Insatisfecho con la falta de oportunidades de ascenso, en 1924 aceptó un puesto en Vickers Ltd., donde se dedicó al desarrollo de dirigibles, trabajando como calculista jefe (ingeniero de tensiones) en el proyecto del dirigible R100 para la filial de Vickers Airship Guarantee Company. En 1929, fue ascendido a ingeniero jefe adjunto del proyecto R100 bajo las órdenes de Barnes Wallis. Cuando Wallis abandonó el proyecto, Shute se convirtió en el ingeniero jefe.
El R100 era un prototipo de dirigible de transporte de pasajeros que cubriría las necesidades del imperio británico. El R100, financiado por el gobierno pero de desarrollo privado, realizó con éxito en 1930 un viaje de ida y vuelta a Canadá. Durante su estancia en Canadá realizó viajes de Montreal a Ottawa, Toronto y las cataratas del Niágara. El accidente mortal en 1930 cerca de Beauvais (Francia) de su homólogo R101, desarrollado por el gobierno, puso fin al interés británico por los dirigibles. El R100 fue inmediatamente inmovilizado y posteriormente desguazado.
Shute relata con detalle el desarrollo de los dos dirigibles en su obra autobiográfica de 1954, Slide Rule. Cuando empezó, escribió que le sorprendió comprobar que antes de construir el R38 los funcionarios implicados '"no habían hecho ningún intento de calcular las fuerzas aerodinámicas que actuaban sobre la nave"', sino que se habían limitado a copiar el tamaño de las vigas de los dirigibles alemanes. Los cálculos para una sola cuaderna transversal del R100 podían llevar dos o tres meses, y la solución '"casi equivalía a una experiencia religiosa". Pero más tarde escribió que '"el desastre fue producto del sistema más que de los hombres de Cardington"; lo único que se demostró es que "los funcionarios del gobierno son totalmente ineficaces en el desarrollo de ingeniería" y que cualquier arma (que desarrollen) será una mala arma. El R101 realizó un breve vuelo de prueba con un tiempo perfecto, y se le concedió un certificado de aeronavegabilidad para su vuelo a la India con el fin de cumplir el plazo del ministro. Norway pensó que era probable que la nueva cubierta exterior del R101 se hubiera pegado con cinta adhesiva de caucho que reaccionó con la droga. Su relato es muy crítico con el equipo de diseño y gestión del R101, e insinúa con fuerza que los miembros de alto rango del equipo fueron cómplices en la ocultación de defectos en el diseño y la construcción del dirigible. En The Tender Ship, el ingeniero del Proyecto Manhattan y profesor de Virginia Tech Arthur Squires utilizó el relato de Shute sobre el R100 y el R101 como principal ilustración de su tesis de que los gobiernos suelen ser gestores incompetentes de proyectos tecnológicos.
En 1931, con la cancelación del proyecto del R100, Shute se asoció con el talentoso diseñador A. Hessell Tiltman, formado en De Havilland, para fundar la empresa de construcción aeronáutica Airspeed Ltd.. Se dispuso de un local en un antiguo garaje de trolebuses en Piccadilly, York. A pesar de los contratiempos, incluidos los problemas habituales de un nuevo negocio, Airspeed Limited acabó ganando reconocimiento cuando su avión Envoy fue elegido para el King's Flight. Con la llegada de la Segunda Guerra Mundial, se desarrolló una versión militar del Envoy, que se llamaría Airspeed Oxford. El Oxford se convirtió en el avión de entrenamiento multimotor avanzado estándar de la RAF y la Commonwealth británica, y se construyeron más de 8.500 unidades.
Por su innovación en el desarrollo de un tren de aterrizaje retráctil hidráulico para el Airspeed Courier y su trabajo en el R100, Shute fue nombrado miembro de la Royal Aeronautical Society.
El 7 de marzo de 1931, Shute se casó con Frances Mary Heaton, médico de 28 años. Tuvieron dos hijas, (Heather) Felicity y Shirley.

## Segunda Guerra Mundial
Al estallar la Segunda Guerra Mundial, Shute era un novelista en alza. Incluso cuando la guerra parecía inminente, trabajaba en proyectos militares con su antiguo jefe en Vickers, Sir Dennistoun Burney. Fue comisionado en la Real Reserva Naval de Voluntarios (RNVR) como subteniente, habiéndose alistado como "viejo navegante" y esperando estar al mando de un drifter o dragaminas, pero a los dos días le preguntaron por su carrera y experiencia técnica. Alcanzó el "vertiginoso grado" de capitán de corbeta, sin saber nada de las "divisiones domingueras" y temiendo en secreto que, cuando subiera a un buque pequeño, sería el oficial naval de mayor graduación y "tendría que hacer algo".
Así que acabó en la Dirección de Desarrollo de Armas Diversas. Allí fue jefe de ingeniería, trabajando en armas secretas como Panjandrum, un trabajo que atraía al ingeniero que llevaba dentro. También desarrolló el Rocket Spear, un misil antisubmarino con cabeza estriada de hierro fundido. Después de que hundiera el primer submarino, Charles Goodeve le envió un mensaje en el que concluía: "Estoy especialmente satisfecho, ya que corrobora plenamente la previsión que mostró al impulsar esto en sus primeras etapas. Enhorabuena".
Su fama como escritor hizo que el Ministerio de Información le enviara al Desembarco de Normandía el 6 de junio de 1944 y más tarde a Birmania como corresponsal. Terminó la guerra con el grado de capitán de corbeta del RNVR.

## Carrera literaria
La primera novela de Shute, Stephen Morris, fue escrita en 1923, pero no se publicó hasta 1961 (con su secuela de 1924, Pilotage). Su primera novela publicada fue Marazan, en 1926. A partir de entonces, publicó una novela cada dos años hasta la década de 1950, con la excepción de un paréntesis de seis años en el que fundó su propia empresa de construcción aeronáutica, Airspeed Ltd., que se convirtió en su primera novela. Las ventas de sus libros crecieron lentamente con cada novela, pero se hizo mucho más conocido tras la publicación de su antepenúltimo libro,  On the Beach, en 1957.
Las novelas de Shute están escritas en un estilo sencillo y muy legible, con líneas argumentales claramente delineadas. Cuando hay un elemento romántico, el sexo sólo se menciona de forma oblicua. Muchas de las historias están introducidas por un narrador que no es un personaje de la historia. El tema más común en las novelas de Shute es la dignidad del trabajo, que abarca todas las clases, ya sea una camarera de bar española en los Balcanes (Ruined City) o un brillante boffin (No Highway). Sus libros se dividen en tres grupos principales: las aventuras de vuelo de principios de la preguerra, la Segunda Guerra Mundial y Australia.
Otro tema recurrente es la superación de barreras sociales como la clase (Lonely Road y Landfall), la raza (The Chequer Board) o la religión (Round the Bend). Las novelas australianas son himnos individuales a ese país, con un sutil menosprecio de las costumbres de Estados Unidos (Beyond the Black Stump) y una abierta antipatía hacia el gobierno socialista de la Gran Bretaña natal de Shute tras la Segunda Guerra Mundial (The Far Country y In the Wet).  
Los héroes de Shute solían ser como él: abogados, médicos, contables, directores de banco e ingenieros de clase media, en general licenciados universitarios. Sin embargo (como en Trustee from the Toolroom), Shute valoraba más a los honrados artesanos, su integridad social y sus aportaciones a la sociedad que las contribuciones de las clases altas.  
La aviación y la ingeniería constituyen el telón de fondo de muchas de las novelas de Shute. Identificó cómo la ingeniería, la ciencia y el diseño podían mejorar la vida humana y más de una vez utilizó el epigrama anónimo: "Se ha dicho que un ingeniero es un hombre que puede hacer por diez chelines lo que cualquier tonto puede hacer por una libra".
Varias de las novelas de Shute exploraban la frontera entre la ciencia aceptada y la creencia racional, por un lado, y las posibilidades místicas o paranormales, incluida la reencarnación, por otro. Shute lo hizo incluyendo elementos de fantasía y ciencia ficción en novelas que se consideraban corrientes. Por ejemplo, la astrología budista y la profecía popular en The Chequer Board; el uso eficaz de una Planchette en No Highway; la figura de un mesías en Round the Bend; la reencarnación, la ciencia ficción y los poderes psíquicos aborígenes en In the Wet.
Se han publicado veinticuatro de sus novelas y novelas cortas. Muchos de sus libros han sido adaptados a la pantalla, como Lonely Road en 1936; Landfall: A Channel Story en 1949; Pied Piper en 1942 y de nuevo en 1959, y también como Crossing to Freedom, una película para televisión de la CBS, en 1990; On the Beach en 1959 y de nuevo en 2000 como miniserie en dos partes; y No Highway en 1951. A Town Like Alice se adaptó al cine en 1956, se emitió por entregas para la televisión australiana en 1981 y también se emitió en BBC Radio 2 en 1997, con Jason Connery, Becky Hindley, Bernard Hepton y Virginia McKenna como protagonistas. La novela de Shute The Far Country (1952) se rodó para la televisión en seis episodios de una hora en 1972 y en una miniserie de dos capítulos en 1987.
Vintage Books reeditó sus 23 libros en 2009.
La última obra de Shute se publicó más de 40 años después de su muerte. The Seafarers fue redactada por primera vez en 1946-47, reescrita y luego dejada de lado. En 1948, Shute volvió a reescribirla, cambiando el título por Blind Understanding, pero dejó el manuscrito incompleto. Según Dan Telfair en el prólogo de la edición de 2002, algunos de los temas de The Seafarers y Blind Understanding se utilizaron en la novela de Shute de 1955 Requiem for a Wren.

## Actividades después de la guerra
En 1948, Shute voló en su propio avión Percival Proctor a Australia y volvió, acompañado por el escritor James Riddell, que publicó un libro, Flight of Fancy, basado en el viaje, en 1950. A su regreso, preocupado por lo que veía al "sentirse oprimido por los impuestos británicos", decidió que él y su familia emigrarían a Australia. En 1950, se instaló con su mujer y sus dos hijas en unas tierras de labranza en Langwarrin, al sureste de Melbourne. Recordando su viaje a Canadá en 1930 y su decisión de emigrar a Australia, escribió en 1954: "Por primera vez en mi vida vi cómo vive la gente en un país de habla inglesa fuera de Inglaterra". Aunque tenía intención de quedarse en Australia, no solicitó la ciudadanía australiana, que en aquella época era una mera formalidad porque era súbdito británico. En las décadas de 1950 y 1960 fue uno de los novelistas más vendidos del mundo. Entre 1956 y 1958, en Australia, se aficionó a las carreras de coches, conduciendo un Jaguar XK140 blanco. Parte de esta experiencia apareció en su libro On the Beach.
Shute murió en Melbourne en 1960 tras sufrir un derrame cerebral.

## Honores
Norway Road y Nevil Shute Road, en el aeropuerto de Portsmouth (Hampshire), llevan su nombre. Shute Avenue, en Berwick (Victoria), recibió su nombre cuando la granja utilizada para rodar la película On the Beach (En la playa) en 1959 fue subdividida para construir viviendas. 
La biblioteca pública de Alice Springs (Territorio del Norte) es la Nevil Shute Memorial Library.
En la Readers' List of the Modern Library 100 Best Novels of the 20th century, A Town Like Alice aparece en el número 17, Trustee from the Toolroom en el 27 y On the Beach en el 56.

## Novelas
Las obras de Shute pueden ser divididas en tres categorías temáticas consecutivas: Preguerra, guerra y Australia. 

### Preguerra
- Stephen Morris (1923, publicada en 1961): un joven piloto emprende una misión arriesgada y peligrosa.
- Pilotage (1924, publicada en 1961): una continuación de "Stephen Morris."
- Marazan (1926).
- So Disdained (1928), escrita poco después de la Gran Huelga de 1926, refleja el debate en la sociedad británica sobre el socialismo. Pone en consideración si el fascismo italiano era un antídoto efectivo.
- Lonely Road (1932): narra conspiraciones y contraconspiración con un estilo experimental.
- Ruined City (1938; título estadounidense: Kindling), trata sobre las incidencias de un banquero que revive una compañía armadora por medio de tratos financieros cuestionables. Shute describió en ella su experiencia al tratar de fundar su propia empresa aeronáutica.
- An Old Captivity (1940): historia de un piloto contratado para tomar fotos aéreas de un lugar en Groenlandia, quien sufre un flashback a la época vikinga inducido por drogas.

### Guerra
- What Happened to the Corbetts (1938; título estadounidense: Ordeal), pronostica el bombardeo de Southampton.
- Landfall: A Channel Story (1940): un joven piloto de la RAF es acusado de hundir un submarino británico.
- Pied Piper (1942): un anciano rescata a siete niños de Francia durante la invasión nazi.
- Pastoral (1944): novela romántica en una base aérea en una zona rural de Inglaterra.
- Most Secret (1945): narra ataques no convencionales contra las fuerzas alemanas usando un bote de pesca francés.
- The Chequer Board (1947): un moribundo busca a tres camaradas de guerra. La novela contiene una discusión del racismo en el ejército estadounidense.

### Australia
- No Highway (1948)
- A Town Like Alice (1950; título estadounidense: The Legacy)
- Round the Bend (1951). Shute esboza una condena de la política de Australia blanca.
- The Far Country (1952): una ligera condena del socialismo británico.
- In the Wet (1953)
- Requiem for a Wren (1955)
- Beyond the Black Stump (1956)
- On the Beach (1957): la novela más famosa de Shute está ambientada en Melbourne, cuya población está esperando la muerte por los efectos de una bomba atómica. Fue publicada como serie en más de 40 periódicos y adaptada al cine como La hora final, película protagonizada por Gregory Peck y Ava Gardner en 1959. On the Beach puede haber influido en la opinión pública estadounidense para apoyar el Tratado de prohibición parcial de ensayos nucleares. Gideon Haigh escribió un artículo en el que argumentó que On the Beach es la novela australiana más importante: "La mayoría de las novelas apocalípticas presenta por lo menos a un grupo de sobrevivientes y la apariencia de esperanza. On The Beach no permite nada de ese tipo".[26]
- The Rainbow and the Rose (1958)
- Trustee from the Toolroom (1960)

Shute también publicó su autobiografía: Slide Rule: Autobiography of an Engineer en 1954.

## Obras
- Stephen Morris y Pilotage (1923, publicada póstumamente en 1961) ISBN 1-84232-297-4
- Marazan (1926) ISBN 1-84232-265-6
- So Disdained (1928, también publicada con el título The Mysterious Aviator) ISBN 1-84232-294-X
- Lonely Road (1932) ISBN 1-84232-261-3
- Ruined City (1938, también publicada con el título Kindling) ISBN 1-84232-290-7
- What Happened to the Corbetts (1939, también publicada con el título Ordeal) ISBN 1-84232-302-4
- An Old Captivity (1940) ISBN 1-84232-275-3 ; también publicada con el título Vinland the Good (1946) ISBN 1-889439-11-8
- Landfall: A Channel Story (1940) ISBN 1-84232-258-3
- Pied Piper (1942) ISBN 1-84232-278-8
- Most Secret (1942) ISBN 1-84232-269-9
- Pastoral (1944) ISBN 1-84232-277-X
- The Chequer Board (1947) ISBN 1-84232-248-6
- No Highway (1948) ISBN 1-84232-273-7
- A Town Like Alice (1950, también publicada con el título The Legacy) ISBN 1-84232-300-8
- Round the Bend (1951) ISBN 1-84232-289-3
- The Far Country (1952) ISBN 1-84232-251-6
- In the Wet (1953) ISBN 1-84232-254-0
- Slide Rule: Autobiography of an Engineer (1954) ISBN 1-84232-291-5
- Requiem for a Wren (1955, también publicada con el título The Breaking Wave) ISBN 1-84232-286-9
- Beyond the Black Stump (1956) ISBN 1-84232-246-X
- On the Beach (1957) ISBN 1-84232-276-1
- The Rainbow and the Rose (1958) ISBN 1-84232-283-4
- Trustee from the Toolroom (1960) ISBN 1-84232-301-6
- The Seafarers (publicada en 2000) ISBN 1-889439-32-0